# Stazione di Moretta
La stazione di Moretta era una stazione ferroviaria, di diramazione delle linee ferrovia Airasca-Saluzzo e ferrovia Moretta-Cavallermaggiore, ad oggi entrambe dismesse. La stazione serviva il comune di Moretta e il vicino comune di Cardè.

## Storia

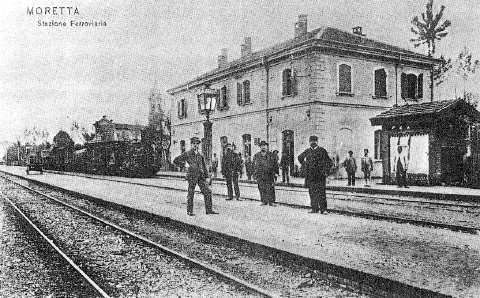
Veduta dell'interno della stazione

La stazione di Moretta fu attivata il 30 giugno 1885, in concomitanza con l'apertura al traffico della ferrovia Airasca-Saluzzo; il 17 maggio dell'anno successivo seguì l'attivazione della ferrovia Moretta-Cavallermaggiore. Entrambe le linee erano esercite dalla Rete Mediterranea. Il 1º luglio 1905 l'esercizio dell'impianto passò alle neocostituite Ferrovie dello Stato.
Nel 1959 nella stazione terminò l'esercizio della ferrovia Moretta-Cavallermaggiore, di cui era capolinea. Nel 1961 la ferrovia venne soppressa definitivamente con il decreto del presidente della Repubblica n. 373 del 31 marzo 1961.
Negli anni 1970 venne disabilitata la stadera a ponte e con lei il servizio di pesatura dei carri merci.
Il 1º gennaio 1986 la stazione venne soppressa interamente con la linea Airasca-Saluzzo e, con la sua chiusura, tutti i binari furono rimossi. La tratta da Moretta a Saluzzo è stata attiva fino al 2017, in regime di raccordo ferroviario, per servire lo stabilimento delle Officine Milanesio diventata poi Meccanica Moretta, chiuso a giugno 2017, che eseguiva manutenzione ai treni e pertanto sopravvissero il binario di raccordo con l'area merci e parte del primo binario, ridotto ad un tronchino di ricovero. È usata talvolta come impianto di ricovero temporaneo per rotabili storici.
Il 7 ottobre 2011 la locomotiva a vapore locotender T 3 del Museo Ferroviario Piemontese e un'automotrice FS ALn 776 sono state oggetto di trasferimento straordinario dal Milanesio di Moretta alla stazione di Torino Smistamento in occasione delle "porte aperte" dell'8 e 9 ottobre.
Nel 2012 l'ex area della stazione è stata messa in vendita da Ferservizi, società del gruppo Ferrovie dello Stato.
Tra il 2011 e il 2016 la stazione è stata oggetto di lavori per la pista ciclabile Airasca-Moretta, inaugurata nel 2017.

## Strutture e impianti
La stazione era dotata di un fabbricato viaggiatori, di un gabbiotto adibito a deposito e di un grande fascio di binari usati anche per scalo merci di cui solo i primi tre di essi erano adibiti al servizio viaggiatori in quanto erano serviti da banchine. I restanti erano usati come scalo merci provvisto di un tronchino e di un piano caricatore coperto da una pensilina in ferro battuto. Sul tronchino di scalo è accantonata la locomotiva a vapore numero 027 del gruppo FS 625.

## Movimento
La stazione era servita dai treni regionali sino al 1986 che percorrevano la ferrovia Airasca-Saluzzo e sino alla soppressione nel 1961 anche dai treni della ferrovia Moretta-Cavallermaggiore.